# Bill Kirby
William „Bill“ Ashley Kirby (* 12. September 1975 in Perth) ist ein ehemaliger australischer Schwimmer. Er erhielt 2000 eine olympische Goldmedaille und bei Weltmeisterschaften je eine Goldmedaille auf der 50-Meter-Bahn und auf der 25-Meter-Bahn. Auf beiden Bahnlängen gehörte Kirby mehrfach zu den Weltrekordhaltern in der 4-mal-200-Meter-Freistilstaffel.

## Sportliche Karriere
Der 1,80 Meter große Bill Kirby schwamm für den City of Perth Comets Swim Club.
Bei den Pan Pacific Swimming Championships 1993 belegte Kirby den fünften Platz über 200 Meter Schmetterling und den achten Platz über 100 Meter Schmetterling. 1994 bei den Commonwealth Games im kanadischen Victoria schwamm Kirby auf den vierten Platz über 200 Meter Schmetterling. Einen Monat später bei den Weltmeisterschaften in Rom schied Kirby als 12. über 200 Meter Schmetterling vorzeitig aus. Auch bei den Pan Pacific Swimming Championships 1995 gelang Kirby keine Endlaufteilnahme.
Bei den Kurzbahnweltmeisterschaften 1997 in Göteborg belegte Kirby den fünften Platz über 200 Meter Freistil. Die 4-mal-200-Meter-Freistilstaffel mit Michael Klim, Grant Hackett, Bill Kirby und Matthew Dunn siegte in der neuen Weltrekordzeit von 7:02,74 Minuten mit fast drei Sekunden Vorsprung vor den zweitplatzierten Schweden. Im Jahr darauf bei den Commonwealth Games 1998 in Kuala Lumpur wurde Kirby über 200 Meter Schmetterling Zweiter hinter dem Engländer James Hickman, wobei Kirby zweieinhalb Sekunden hinter Hickman anschlug aber nur 0,06 Sekunden vor dem zweiten Engländer Stephen Parry. Die Pan Pacific Swimming Championships 1999 fanden in Sydney statt. Kirby wurde Vierter über 200 Meter Schmetterling. Die 4-mal-200-Meter-Freistilstaffel mit Ian Thorpe, Bill Kirby, Grant Hackett und Michael Klim stellte in 7:08,19 Minuten einen neuen Weltrekord auf. Nur eine Woche später gehörte Kirby bei den australischen Kurzbahnmeisterschaften zu der 4-mal-200-meter-Freistilstaffel, die den Weltrekord auf 7:01,60 Minuten drückte.
Bei den Olympischen Spielen 2000 in Sydney erreichte die 4-mal-200-Meter-Freistilstaffel mit Grant Hackett, Bill Kirby, Todd Pearson und Daniel Kowalski den Endlauf mit der besten Vorlaufzeit. Im Finale schwammen Ian Thorpe, Michael Klim, Todd Pearson und Bill Kirby in 7:07,05 Minuten einen neuen Weltrekord und gewannen die Goldmedaille mit einem Vorsprung von über fünfeinhalb Sekunden. 2001 bei den Weltmeisterschaften in Fukuoka wurde Kirby Fünfter über 200 Meter Freistil. Die 4-mal-200-Meter-Freistilstaffel mit Grant Hackett, Michael Klim, Bill Kirby und Ian Thorpe drückte den Weltrekord auf 7:04,66 Minuten und siegte mit über sechs Sekunden Vorsprung vor den Italienern. Auch die nur im Vorlauf eingesetzten Todd Pearson, Antony Matkovich und Ray Hass erhielten eine Goldmedaille. Bei den australischen Kurzbahnmeisterschaften gehörte Kirby kurz darauf zu der Staffel, die den Weltrekord auf 6:56,41 Minuten senkte.